# موریس اچ. باسلو
موریس اچ. باسلو (انگلیسی: Morris H. Baslow؛ زادهٔ ۱ ژانویهٔ ۱۹۳۲) دانشمند، و زیست‌شناس اهل ایالات متحده و از برندگان جایزه آکادمی ملی علوم است.

## حرفه
در سال ۱۹۷۴ باسلو دانشمند ارشد مهندسی و مشاوره شرکت لولر بود. در سال ۱۹۷۸ باسلو بررسی کرد که آیا بین جمعیت گونه‌های مختلف ماهی در رودخانه هادسون و خصوصیات رودخانه از جمله دمای آب رابطه معناداری وجود دارد یا خیر. این تحقیق به اختلاف نظر جدی بین باسلو و سرپرست وی منجر شد. تحقیقات باسلو نشان داد که دما عامل اصلی تعیین‌کننده میزان رشد ماهی و اندازه جمعیت است.